# 优素福·马斯拉希
优素福·马斯拉希（阿拉伯语：‎，1987年12月31日—），沙特阿拉伯男子田径运动员，2010年亚洲运动会男子4×400米接力金牌得主和男子400米铜牌得主、2014年亚洲运动会男子400米金牌得主和男子4×400米接力铜牌得主、2022年亚洲运动会男子400米金牌得主。